# Kruh liberálních reformátorů
Kruh liberálních reformátorů (francouzsky Cercle des Libéraux Réformateurs, CLR) je politická strana v Gabonu založená roku 1993.

## Historie
Tato politická strana byla založena roku 1993 poté, co se odtrhla od vládnoucí Gabonské demokratické strany (PDG). Stranu od jejího založení vedl Jean-Boniface Assélé. V prezidentských volbách v roce 1993 CLR podporovala úřadujícího prezidenta Omara Bonga z PDG. V parlamentních volbách v roce 1996 získala CLR dva mandáty, které obhájila i během parlamentních voleb v roce 2001. Ve volbách v roce 2006 byla součástí bloku vedeného PDG, přičemž opět obhájila svá dvě křesla v Národním shromáždění. V parlamentních volbách v roce 2011 získala CLR pouze jedno křeslo v Národním shromáždění. Tento mandát strana obhájila i v parlamentních volbách v roce 2018.